# Holly Lynch

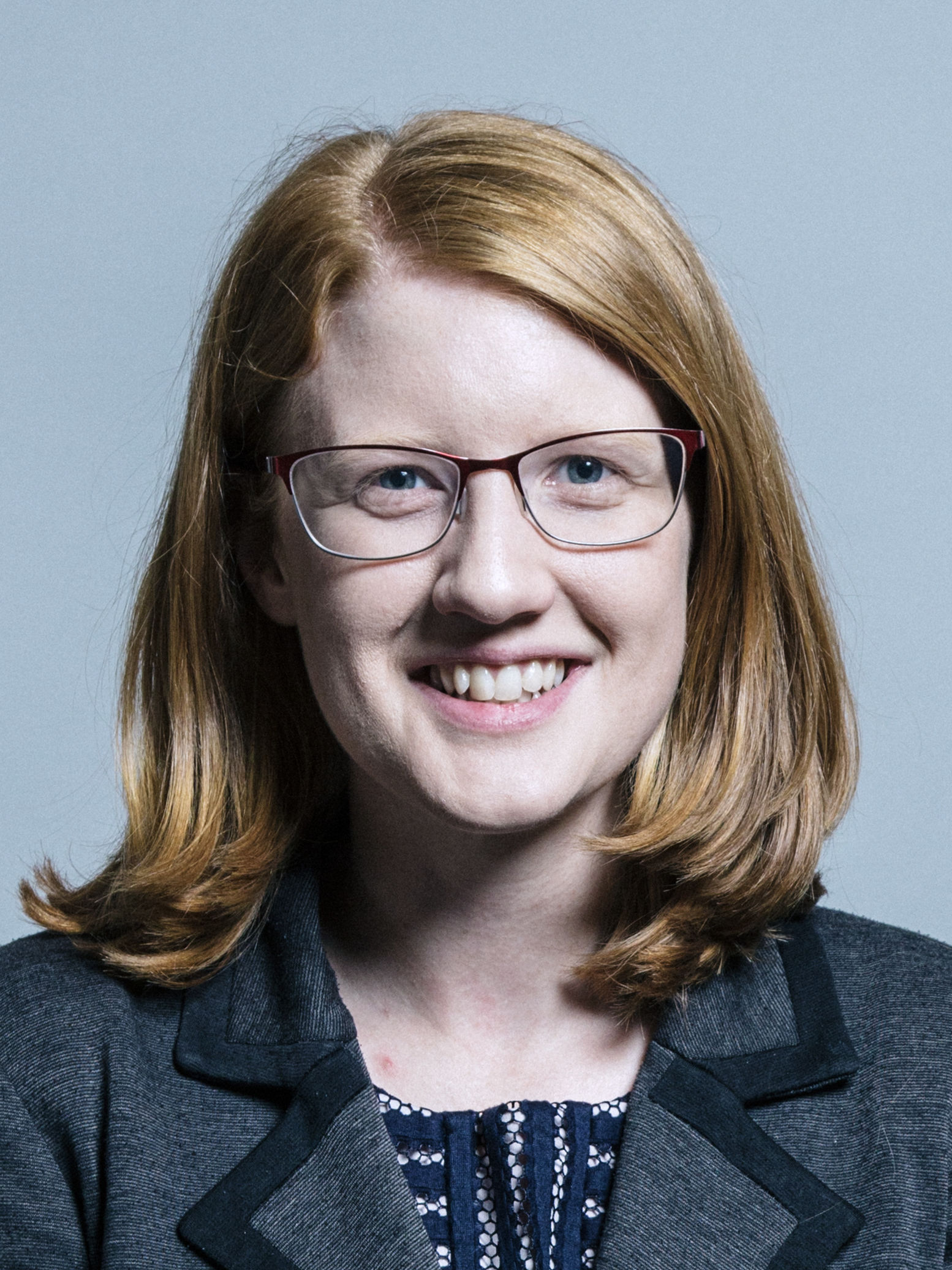
Holly Lynch

Holly Lynch oder Holly Walker-Lynch (geboren am 8. Oktober 1986) ist eine britische Labour-Politikerin und Parlamentsabgeordnete (Member of Parliament) für Halifax im Vereinigten Königreich. Sie wurde bei den Parlamentswahlen 2015 erstmals gewählt. Seit April 2020 ist sie Schattenstaatsministerin für Einwanderung.

## Werdegang
Lynch wurde in Halifax, Calderdale, West Yorkshire, geboren und wuchs in Northowram auf. Sie besuchte die Brighouse High School und studierte Politik und Geschichte an der Lancaster University. Sie arbeitete zuerst in einer Imbissbude in Halifax, dann bei einem kleinen Exportunternehmen.

## Politische Karriere
Lynch hatte 2015 nur etwas mehr als sechs Wochen Zeit, um den Labour-Sitz von Halifax zu verteidigen, da sie erst Ende März als Kandidatin der Partei nominiert worden war. Die amtierende Abgeordnete Linda Riordan hatte sich im Februar entschieden, aus gesundheitlichen Gründen zurückzutreten. Lynchs Nominierung führte zu einem der am härtesten umkämpften Wahlkämpfe in Yorkshire. Riordan hatte Halifax 2010 mit einer Mehrheit von nur 1472 Stimmen für die Labour-Partei gehalten, und der Sitz galt als Hauptziel der Konservativen Partei. Doch in der Wahlnacht war Lynch erfolgreich und hielt den Sitz für die Labour-Partei mit einer Mehrheit von nur 428 Stimmen vor dem Kandidaten der Konservativen.
Lynch hielt ihre Antrittsrede im Unterhaus am 9. Juni 2015. Als Prioritäten nannte sie die Menschenrechte, die Beziehungen Großbritanniens zu Europa und den Schutz der Notfallabteilung im Calderdale Royal Hospital.
Bei den Parlamentswahlen 2017 erhöhte Lynch ihren Vorsprung gegenüber dem Kandidaten der Konservativen, Chris Pearson, auf 5376 Stimmen (11,1 % der Wählerstimmen).
Lynch war von Juli bis Oktober 2015 Mitglied des Umweltprüfungsausschusses und wurde im Februar 2016 in den Verfahrensausschuss berufen. Am 18. September 2015 wurde sie zur Oppositionsführerin im Unterhaus ernannt. Lynch ist Vorsitzende der parteiübergreifenden Parlamentsgruppe Fairer Handel,  Co-Vorsitzende der Gruppe des British Museum und der Gruppe Bevölkerung, Entwicklung und reproduktive Gesundheit sowie von weiteren parlamentarischen Kommissionen.
Sie unterstützte 2016 Owen Smith bei seinem gescheiterten Versuch, Jeremy Corbyn bei den Führungswahlen der Labour-Partei zu ersetzen.
Nach der Umbildung des Schattenkabinetts im Oktober und der Entlassung von Dame Rosie Winterton als "Chief Whip" trat Lynch als „Einpeitscherin“ zurück. Am 3. Juli 2017 wurde sie von Labour-Chef Jeremy Corbyn wieder auf die erste Bank berufen und übernahm die Rolle der Schattenministerin für Überschwemmungen und Küstengemeinden innerhalb der Kommission für Umwelt, Ernährung und ländliche Angelegenheiten.
Bei den Parlamentswahlen 2019 wurde Lynch mit 21.496 von 46.458 abgegebenen Stimmen und einer Mehrheit von 2.569 in ihrem Wahlkreis Halifax wiedergewählt.
Sie unterstützte Keir Starmer bei den Wahlen zum Parteichef der Labour-Partei im Jahr 2020. Nach dem Sieg von Starmer wurde Lynch zur Schattenstaatsministerin für Einwanderung ernannt.

## Persönliches
Lynch ist seit Dezember 2014 mit Chris Walker verheiratet. Sie hat für Lancaster University und Halifax Vandals Rugby gespielt.